# Casa Jabad-Lubavitch de Cartagena
La Casa Jabad-Lubavitch de Cartagena de Indias es un centro comunitario judío que forma parte del movimiento jasídico Jabad Lubavitch. Ubicada en la Carrera 1 #8-210, en el barrio Bocagrande de Cartagena, Colombia, la casa es dirigida por el Rabino Saadia Globerman y su esposa, la señora Esti Globerman.
Inaugurada en el año 2017 este centro ofrece una variedad de servicios y actividades destinadas a fortalecer la vida judía en la región. Además de servir a la comunidad local, la Casa Lubavitch de Cartagena brinda apoyo a viajeros judíos que visitan la ciudad, ofreciendo recursos como comidas kosher y orientación religiosa.